# Inappropriate Comedy
Pour plus de détails, voir Fiche technique et Distribution.
Inappropriate Comedy est un film américain de Vince Offer sorti en 2014.

## Fiche technique
- Réalisateur : Vince Offer
- Scénariste : Ken Pringle, Ariel Shaffir, Vince Offer
- Producteurs : Bob Shapiro, Courtney Bingham et Ken Pringle
- Coproducteurs : Sandy S. Solowitz et Mark Behar
- Producteur délégué : Vince Offer
- Producteur exécutif : Robert Shapiro (en)
- Directeur de la photographie : Kenneth C. Barrows
- Chef monteur : Sandy S. Solowitz
- Chef décorateur : Christine Eyer
- Directrice du casting : Bess Fifer
- Chef costumier : Hank Ford
- Mixage : Maurice Sydnor
- Chef maquilleur : Viola Rock
- Maquillage : Melissa Anchondo, Michelle Chung, Michele McKaig-Avila et Ashley Scott
- Superviseur des costumes : Dahlia Foroutan
- Superviseur de l'infographie : Donn Markel
- Cascadeurs : Erik Betts, Steve Boyles, Kevin Grevioux et Chris Neilson
- Société de production : 20th Century Fox et SquareOne Entertainment
- Pays d'origine :  États-Unis
- Genre : Comédie[1]
- Date de sortie :
  -  États-Unis : 2014

## Distribution
- Rob Schneider : J.D.
- Michelle Rodriguez : Harriet
- Adrien Brody : Harry
- Lindsay Lohan : Marilyn
- Joanna Krupa : Alexis
- Anna Akana : Étudiante
- Jonathan Spencer : Bob
- Da'Vone McDonald : Vondell
- Kimberly Irion : Patron du magasin
- Vince Offer : Peeping Tom
- Jessie T. Usher : Jamal
- Lana Kinnear : Spectateur sur la plage
- Shayla Beesley : Petite amie
- Caroline Rich : Cindi
- Anthony Russell : Vieil homme
- Laura Evans : Diane
- Ben Begley : Barman[1]